# 摩鹿加塚雉
摩鹿加塚雉（學名：Eulipoa wallacei）是一種小型的，橄欖棕色的塚雉。摩鹿加塚雉屬為單型屬，但該物種有時會被置于塚雉屬下。該物種两性羽毛顏色相似，整體呈橄榄棕色，背部的红栗色羽毛上有浅灰色条纹，腹面呈蓝灰色，尾下覆羽呈白色。這種鳥有棕色的虹膜，粉红色的裸露面部皮肤，蓝黄色喙和深橄榄色的腿。幼鸟有褐色的羽毛、黑色的喙和腿與淡褐色的虹膜。
作为印度尼西亚的特有种，摩鹿加塚雉只生活在马鲁古群岛的哈马黑拉岛、布鲁岛、塞兰岛、安汶岛、特尔纳特岛、哈鲁库岛和巴占岛的丘陵和山林中。它也會出现在西巴布亚省的米苏尔岛上。
摩鹿加塚雉是目前已知的唯一一种在夜间产卵的塚雉。其筑巢地通常位于露天的海滩或火山土壤中。
由于持续的栖息地丧失、分佈地區狹窄和在部分地区受到过度捕猎威脅，摩鹿加塚雉在世界自然保护联盟濒危物种红色名录中被评为易危物种。